# برتی هیل
برتی هیل (انگلیسی: Bertie Hill; ۷ فوریهٔ ۱۹۲۷ – ۵ اوت ۲۰۰۵) سوارکار اهل بریتانیا بود.